# Bornejski orangutan
Bornejski orangutan (Pongo pygmaeus) jest kritično ugrožena vrsta orangutana koji obitava na otoku Borneu. Poput druge dvije vrste, sumatranskog orangutana i tapanuli orangutana, oni su jako inteligentni te znaju koristiti alatke i odražavaju prepoznatljive kulturne obrasce u divljini. Od 2016. godine stavljen je na IUCN-ov crveni popis zbog sječa šuma i širenja plantaža palminog ulja te izlova koji im prijete istrebljenjem.

## Odlike
Genetske usporedbe pokazuju kako su se ovi orangutani izdvojili od sumatranskih prije oko 400.000 godina od kada su se ravijali odvojeno, što je potvrđeno tek DNK razlikovanjem 1996. godine, do kada su smatrani podvrstama iste vrste.
Ovi orangutani su treći najveći živući primati poslije dvije vrste gorila i najveće životinje koje stalno obitavaju na drveću. Svojom težinom su slični Homo sapiensu, ali su znatno niži, te su prosječne težine mužjaka od 75 kg nešto teži od sumatranskog orangutana. U zatočeništvu mogu se znatno ugojiti, i do 165 kg, dok je najteži primjerak bornejskog orangutana zabilježen trinaestogodišnji mužjak „Andy” koji je 1959. godine težio 204 kg.
Bornejski orangutan ima jako duge ruke koje mogu imati raspon do 1,5 m. Ima sivu kožu i čupavo crvenkasto krzno. Krzno im ne prekriva lice, ali mužjaci često imaju nešto dlaka na licu poput brade i brkova. Prepoznatljivi široki mišićni obrazi mužjaka se šire sa starenjem. Mužjaci također imaju veće očnjake i kutnjake, te podbradak od ženki.

## Rasprostranjenost i ugroženost
Životni prostor bornejskog orangutana čine tropske i suptropske vlažne širokolisne šume bornejskih dolina, ali i planinskih predjela do 1.500 m nadmorske visine. Uglavnom se mogu naći u krošnjama drveća i prelaze velike razdaljine u potrazi za voćkama.
Mogu se pronaći u malajskim pokrajinama Sabah i Sarawak, te tri indonezijske provincije Kalimantana. Zbog uništavanje njihova životnog prostora, ova vrsta je danas rasparčana u malim džepovima diljem otoka, te je postala veoma rijetka na jugoistoku otoka, te između rijeka Rajang u Sarawaku i Padas u zapadnom Sabahu.